# Ardvourlie Castle

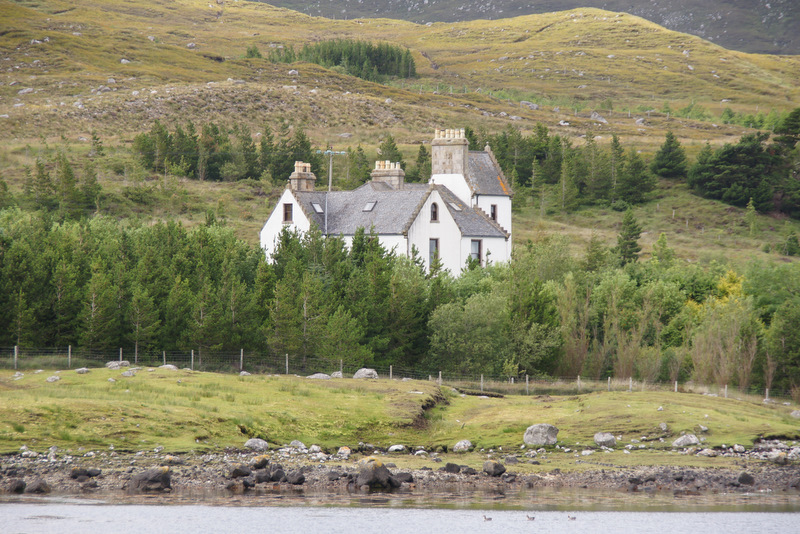
Ardvourlie Castle

Ardvourlie Castle ist ein Jagdsitz nahe dem Weiler Ardvourlie auf der schottischen Hebrideninsel Harris. 2004 wurde das Bauwerk in die schottischen Denkmallisten in der Denkmalkategorie B aufgenommen.

## Geschichte
Ardvourlie Castle wurde im Jahre 1863 errichtet. Bauherr war Charles Murray, 7. Earl of Dunmore, der ebenfalls auf Harris im selben Zeitraum als Herrenhaus Amhuinnsuidhe Castle erbauen ließ. Ardvourlie Castle diente als Jagdlodge der gräflichen Jagdgründe auf North Harris. Später wurde es als Schulgebäude und dann als Kapelle genutzt. Heute handelt es sich um ein Wohngebäude. In den 1990er Jahren war es in der zwölf Staffeln umfassenden Fernsehserie Machair zu sehen, die vollständig auf Lewis and Harris gedreht wurde.

## Beschreibung
Ardvourlie Castle steht an der Ardvourlie Bay, einer kleinen Bucht im Loch Seaforth gegenüber der Seaforth Island, in North Harris nahe der Grenze zu Lewis, die historisch die Grenze zwischen Inverness-shire und Ross-shire bedeutete. Es handelt sich um einen kompakten, zweigeschossigen Baukörper, der durch flache Vorbauten und einen schlanken, dreigeschossigen Turm aufgelöst wird. Die Hauptfassade ist ostwärts auf den Loch Seaforth gerichtet. Die Giebel, der mit importiertem Schiefer gedeckten Satteldächer, sind als Stufengiebel ausgeführt. In einen Giebel ist zudem ein Rundbogenfenster eingesetzt. Die Kamine sind first- oder giebelständig.
Entlang der Hauptfassade von Ardvourlie Castle ist ein terrassierter Garten angelegt. An der Ardvourlie Bay ist eine Anlegestelle mit Bootsrampe eingerichtet. Eine kleine Brücke führt über einen kleinen Bach.